# 柏拔
柏拔（2004年7月14日—），香港足球運動員，司職中場，現時效力香港超級聯賽球隊東方。

## 球會生涯
柏拔在十四歲時加入東方，並於2022年7月簽下他的第一份職業合約。

## 國際賽生涯
2022年10月28日，柏拔正式宣佈他在放棄尼泊爾護照後獲得香港護照，使他有資格代表香港參加國際賽事。
柏拔在2023年魚尾獅盃對新加坡的比賽中替補上場，首次代表23歲以下代表隊出賽。

## 榮譽
東方
- 香港足總盃冠軍（2023–24、2024–25季度）
- 香港高級組銀牌冠軍（2024–25季度）

## 外部連結
- 香港足球總會球員註冊資料 （页面存档备份，存于）